# Theridion tristani
Theridion tristani là một loài nhện trong họ Theridiidae.
Loài này thuộc chi Theridion. Theridion tristani được Herbert Walter Levi miêu tả năm 1959.